# جنگل‌داری انرژی
جنگل‌داری انرژی نوعی جنگل‌داری است که در آن گونه‌های سریع الرشد درخت یا درختچه چوبی به‌طور خاص برای تأمین زیست توده یا زیست‌سوخت برای گرمایش یا تولید برق پرورش داده می‌شوند. دو شکل از جنگلداری انرژی، جنگلداری شاخه زاد با تناوب کوتاه و جنگلداری با تناوب کوتاه است:
- تناوب کوتاه‌مدت درختان شاخه‌زاد می‌تواند شامل محصولات درختی صنوبر، بید یا اکالیپتوس باشد که قبل از برداشت به مدت دو تا پنج سال کشت می‌شوند.[۱]
- جنگلداری با تناوب کوتاه، محصولاتی از توسکا، زبان گنجشک، توس، اکالیپتوس، صنوبر و چنار است که قبل از برداشت، به مدت هشت تا بیست سال کشت می‌شوند.

## مزایا
مزیت اصلی استفاده از «سوخت‌های رشد یافته»، برخلاف سوخت‌های فسیلی مانند زغال سنگ، گاز طبیعی و نفت خام، این است که در حین رشد، تقریباً معادل کربن دی‌اکسید (یک گاز گلخانه‌ای مهم) را که بعداً در اثر سوختن آنها آزاد می‌شود، جذب می‌کنند. در مقایسه، سوزاندن سوخت‌های فسیلی با استفاده از کربنی که میلیون‌ها سال پیش به مخزن کربن زمین اضافه شده است، کربن جوی را به‌طور ناپایداری افزایش می‌دهد. این یکی از عوامل اصلی تغییرات اقلیمی است.
طبق گزارش فائو، در مقایسه با سایر محصولات انرژی‌زا، چوب از نظر مقدار انرژی آزاد شده در واحد کربن منتشر شده، از جمله کارآمدترین منابع انرژی زیستی است. از دیگر مزایای تولید انرژی از درخت، برخلاف محصولات کشاورزی، این است که درختان نیازی به برداشت سالانه ندارند، برداشت می‌تواند با کاهش قیمت بازار به تأخیر بیفتد و محصولات می‌توانند کاربردهای متنوعی داشته باشند.
بازده برخی از گونه‌ها می‌تواند سالانه به ۱۱ تن خشک در هکتار برسد. با این حال، تجربه تجاری در مزارع اسکاندیناوی نرخ بازده کمتری را نشان داده است.
این محصولات همچنین می‌توانند در تثبیت دیواره‌های رودخانه و گیاه‌پالایی مورد استفاده قرار گیرند. در واقع، آزمایش‌هایی که در سوئد با کاشت بید انجام شده است، اثرات مفید بسیاری بر خاک و کیفیت آب در مقایسه با محصولات کشاورزی مرسوم (مانند غلات) داشته است. این اثرات مفید، مبنای طراحی سیستم‌های تولید چندمنظوره برای برآوردن نیازهای نوظهور انرژی زیستی و در عین حال، افزایش تنوع زیستی محلی، کاهش فرسایش خاک و انتشار مواد مغذی به آب، افزایش کربن خاک، افزایش گرده افشانی و جلوگیری یا کاهش وقایع سیل بوده است.

## مشکلات
جنگلداری انرژی نه تنها به عنوان یک منبع پایدار برای تولید انرژی شناخته می‌شود، بلکه نقش مهمی در کاهش وابستگی به سوخت فسیلی و کاهش انتشار گازهای گلخانه‌ای دارد. این صنعت با بهره‌گیری از زیست‌توده و سایر منابع طبیعی، می‌تواند به توسعه اقتصادی مناطق جنگلی کمک کند و فرصت‌های شغلی جدیدی ایجاد نماید. همچنین، استفاده از فناوری‌های نوین در این حوزه باعث افزایش بهره‌وری و کاهش اثرات زیست‌محیطی می‌شود. با توجه به رشد تقاضا برای انرژی‌های تجدیدپذیر، انتظار می‌رود که جنگلداری انرژی در آینده جایگاه برجسته‌تری در سیاست‌های انرژی جهانی پیدا کند. علاوه بر این، برخی مطالعات نشان داده‌اند که جنگل‌های انرژی می‌توانند به بهبود کیفیت خاک و کاهش فرسایش کمک کنند، به ویژه در مناطقی که زمین‌های کشاورزی به دلیل استفاده بیش از حد دچار تخریب شده‌اند. همچنین، این سیستم‌ها می‌توانند در تثبیت دیواره‌های رود و کاهش آلودگی آب نقش داشته باشند، که به نوبه خود باعث افزایش پایداری اکوسیستم‌های محلی می‌شود. این ویژگی‌ها، همراه با امکان استفاده از گونه‌های مقاوم و بومی، جنگلداری انرژی را به گزینه‌ای جذاب برای مدیریت پایدار منابع طبیعی تبدیل کرده است.